# Now United
Now United (a volte abbreviato come NU) è un gruppo di musica pop globale creato nel dicembre 2017 dal creatore di American Idol, Simon Fuller, ed è diretto da XIX Entertainment. Il gruppo è composto da 16 membri, ognuno dei quali una nazionalità diversa.
Il gruppo ha fatto la sua prima apparizione il 5 dicembre 2017, con l'uscita del primo singolo Summer in the City, pubblicato nelle 24 ore di realtà di Al Gore, una trasmissione globale volta a lavorare per sensibilizzare sulla crisi climatica mondo. "Summer in the City" è una versione inglese del classico Sommaren i city degli anni '90 del gruppo svedese Angel Girl. Il brano è stato composto da Jakke Erixson, Mika Guillory, Justin Tranter e RedOne, prodotto da quest'ultimo. Il debutto ufficiale del gruppo è avvenuto nell'estate del 2018.

## Storia

### 2017: pre-debutto, annuncio eSummer in the City
A metà del 2016, il creatore di Idols e manager di Spice Girls Simon Fuller ha iniziato a cercare talenti per realizzare il suo piano di creare un gruppo pop globale con membri da tutto il mondo. La selezione è avvenuta attraverso l'ausilio di piattaforme digitali come Instagram, Facebook, YouTube e TikTok oltre a scuole di danza e accademie musicali, avvalendosi di esperti coreografi, vocal coach, autori di canzoni.
Fuller ha confermato a MBW nel settembre 2018 che "Per reclutare gli 11 giovani in Now United, ha impiegato 20 persone per viaggiare per il mondo per 18 mesi, tenendo audizioni con gruppi da 10 a 20 persone alla volta. Ma dopo vedendo i talenti di vari giovani ha deciso di formare un gruppo di 14 membri di diverse nazionalità e potrebbe aggiungerne altri in futuro se il pubblico risponderà alla loro musica.
Dall'11 al 22 novembre i membri sono stati rivelati. Il 13 novembre è uscito il primo teaser del gruppo completo, nella canzone "Boom Boom" dei RedOne.
Il 5 dicembre 2017, i Now United hanno pubblicato il loro primo singolo "Summer In The City", su 24 Hours of Reality di Al Gore, una trasmissione globale destinata a lavorare per aumentare la consapevolezza sulla crisi climatica globale.  La canzone è una versione inglese di "Sommaren i City" del gruppo femminile svedese Angel nel 1992.

### 2018: debutto, Promo World Tour e Pepsi
Da aprile 2018, il gruppo ha iniziato il suo Promo World Tour, dove è apparso in molti programmi TV in diversi paesi, oltre a esibirsi.
Il tour è iniziato a Mosca , dove hanno fatto la loro prima apparizione pubblica in televisione eseguendo "Summer In The City" nel finale del programma russo The Voice Kids. Alla fine del 2018, il gruppo ha girato tutti i paesi dei membri e anche altri due, in particolare Svezia e Austria . Il 30 maggio, Now United è apparso nel singolo "One World", la prima collaborazione del gruppo con RedOne e Adelina. La video canzone, diretta da Daniel Zlotin, è stata trasmessa su tutti i beIN Sportscanali durante la Coppa del Mondo FIFA in Medio Oriente, Nord Africa e Francia. La canzone è stata la firma musicale di beIN Sports per tutto il torneo. Il 5 luglio, i Now United hanno debuttato negli Stati Uniti al The Late Late Show con James Corden che ha eseguito la loro nuova canzone "What Are We Waiting For".  In meno di tre mesi, il gruppo ha pubblicato i video ufficiali di tre singoli, il 24 luglio, "What Are We Waiting For", girato in Corea del Sud ; il 28 settembre, "Who Would Think That Love?" girato in Messico; e il 6 novembre "All Day", girato in California. Durante il tour indiano, Now United ha girato e pubblicato "How We Do It" il 15 dicembre, con il rapper indiano Badshah . Il 29 gennaio 2019 è uscito anche "Beautiful Life", girato anche in India . Il 29 dicembre è uscito Dreams Come True: The Documentary , che mostrava il processo di creazione del gruppo.

### 2019: Special Olympics e nuovi membri
Durante il tour nelle Filippine, Now United ha girato e pubblicato "Afraid of Letting Go" il 17 marzo. Il ballerino canadese-filippino AC Bonifacio, che in precedenza era apparso in Dreams Come True: The Documentary, ha avuto un cameo. Il 28 aprile è uscito "Sundin Ang Puso", girato anche nelle Filippine, che era una versione in lingua filippina del jingle del gruppo in collaborazione con Pepsi, "For the Love of It". Il gruppo ha anche partecipato alla cerimonia di apertura dei Giochi estivi mondiali delle Olimpiadi speciali 2019 ad Abu Dhabi. Il 7 giugno "Paraná", che è stato girato in Brasile. Entro la metà del 2019, è stato annunciato che due nuovi membri sarebbero stati aggiunti a Now United. La selezione è avvenuta attraverso i social media, dove i fan hanno potuto decidere quale paese e quali membri dovrebbero far parte del gruppo. È stato annunciato che il primo nuovo membro sarebbe stato australiano e in seguito il secondo membro sarebbe stato dal Medio Oriente o dal Nord Africa.  Il 1 ° giugno 2019, il gruppo si è esibito dal vivo alla finale di UEFA Champions League 2019 in Madrid . Il 25 luglio, Now United ha pubblicato "Sunday Morning". L'11 agosto è stato rilasciato "Crazy Stupid Silly Love", con ballerini della Velocity Dance Convention e girato a Las Vegas, USA, ed è stato diretto da Kyle Hanagami. Il mese successivo, "Like That" è stato rilasciato l'8 settembre. Il gruppo ha anche viaggiato e si è esibito in diversi paesi dello YouTube Space in tutto il mondo con la collaborazione di Pepsi e YouTube Music. Hanno anche girato il loro video musicale chiamato "Legends" durante il tour, che è stato rilasciato il 14 novembre. Il 20 settembre è stato rilasciato "You Give Me Something". La canzone è una cover bilingue della canzone di James Morrison, cantata in inglese e portoghese dai membri Lamar Morris e Any Gabrielly.
Il gruppo ha visitato il Brasile nel novembre 2019, come parte del loro Dreams Come True Tour.
Il 15 dicembre, "Na Na Na", che è stato girato presso il Teatro Municipale di Rio de Janeiro è stato rilasciato, e il 2 settembre 2020, la sua Spagnolo versione è stata rilasciata. Il 28 dicembre è uscito "Let Me Be the One", girato anche in vari paesi, con spezzoni del gruppo sul palco.

### 2020: Quarantine and Come Together Tour
Now United ha pubblicato il loro singolo "Live This Moment", che comprendeva solo Bailey, Josh, Krystian e Noah il 12 febbraio.
Il 7 marzo è uscito "Come Together".
Successivamente è stato annunciato il Come Together Tour, che si terrà in Brasile, ma quando la maggior parte dei paesi del mondo sono stati messi in quarantena a causa della pandemia COVID-19, il tour è stato posticipato causando la separazione del gruppo.
Il 3 aprile, il loro singolo "Wake Up" è stato registrato a Orange County, in California, prima della pandemia. Sempre il 3 aprile, il gruppo che ha lanciato il video di "Hoops", ma è stato successivamente escluso, ha avuto problemi con il libro del Corano. "By My Side" è stato pubblicato, registrato da ogni membro del proprio paese, a causa della pandemia. Il 30 aprile è stato pubblicato "Better", una canzone che era stata originariamente registrata nel marzo 2018. L'8 maggio è stato pubblicato "Dana Dana", anch'esso registrato da ogni membro nelle loro case. Il 29 maggio è uscito il loro singolo "Let the Music Move You", e il 18 giugno è uscito il video musicale animato dello stesso, App ZEPETO. Il 23 giugno è stato rilasciato "Stand Together", che è stato utilizzato per supportare gli eventi in corso nel mondo (Black Lives Matter e la pandemia COVID-19). Il 29 luglio Now United ha pubblicato un mashup di tutte le canzoni che celebrano 1 miliardo di visualizzazioni su youtube. Il 30 luglio è uscito il loro singolo "Show You How to Love". L'8 agosto è uscito "Nobody Fools Me Twice". Il video musicale è stato girato nell'appartamento di Heyoon. Il 18 agosto è uscito “Feel It Now”, filmato da ogni membro nel proprio paese d'origine. In un'intervista con l'Hollywood Fix del 5 settembre, Diarra ha confermato la sua partenza dal gruppo.
Il singolo "The Weekend's Here" è stato rilasciato il 18 settembre. La traccia presenta Heyoon, Sofya, Sina e Savannah. Le riprese del videoclip si sono svolte negli hotel Al Seef Heritage e Paramount Hotel di Dubai e il membro Heyoon è stato co-regista. Tre giorni dopo, Simon Fuller ha confermato ufficialmente tramite una videochiamata che Nour Ardakani sarebbe stato il sedicesimo membro del gruppo, in rappresentanza del Libano. Il 30 settembre, Now United ha pubblicato un altro singolo, chiamato "Somebody", con Heyoon, Sofya, Sina e Savannah, e Heyoon ha agito di nuovo come co-regista.

## Membri

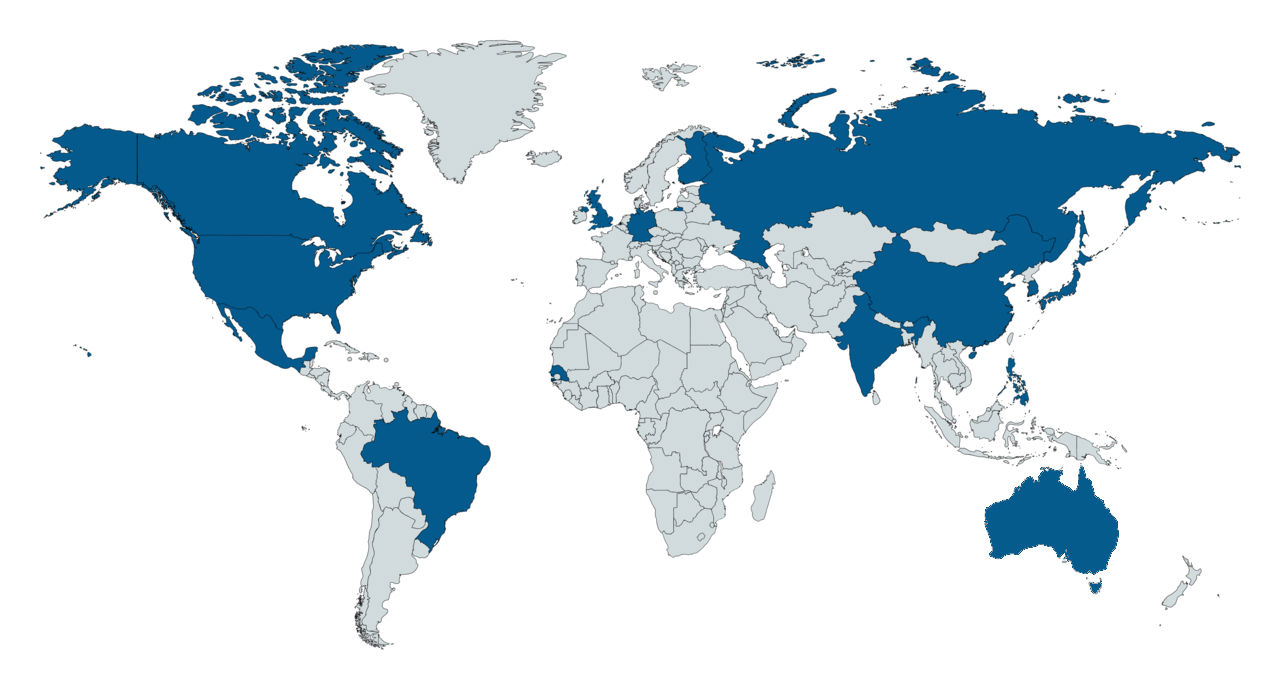
Mappa di ciascun paese rappresentato in Now United

| Nome                                       | Data di nascita             | Città natale                            | Paese rappresentativo | Attività                     | Rif.                               |
| ------------------------------------------ | --------------------------- | --------------------------------------- | --------------------- | ---------------------------- | ---------------------------------- |
| Any Gabrielly                              | 9 ottobre 2002 (18 anni)    | Guarulhos, San Paolo, Brasile           | Brasile               | 14 novembre 2017 - presente  | [ 6 ] [ 7 ] [ 8 ]                  |
| Bailey May                                 | 6 agosto 2002 (18 anni)     | Cebu, Filippine                         | Filippine             | 16 novembre 2017 - presente  | [ 9 ] [ 10 ]                       |
| Heyoon Jeong (Coreano: 정혜윤)             | 1 ottobre 1996 (24 anni)    | Daejeon, Corea del Sud                  | Corea del Sud         | 14 novembre 2017 - presente  | [ 11 ] [ 12 ]                      |
| Hina Yoshihara (Giapponese: 吉原日奈)      | 12 ottobre 2001 (18 anni)   | Niiza, Prefettura di Saitama, Giappone  | Giappone              | 13 novembre 2017 - presente  | [ 13 ]                             |
| Joalin Loukamaa                            | 12 luglio 2001 (19 anni)    | Turku, Finlandia                        | Finlandia             | 11 novembre 2017 - presente  | [ 14 ] [ 15 ] [ 16 ]               |
| Josh Beauchamp                             | 31 marzo 2000 (20 anni)     | Edmonton, Alberta, Canada               | Canada                | 14 novembre 2017 - presente  | [ 17 ] [ 18 ]                      |
| Krystian Wang (Cinese: 王南钧)             | 22 gennaio 2000 (20 anni)   | Pechino, Cina                           | Cina                  | 17 novembre 2017 - presente  | [ 19 ] [ 20 ] [ 21 ]               |
| Lamar Morris                               | 1 dicembre 1999 (20 anni)   | Londra, Inghilterra                     | Regno Unito           | 15 novembre 2017 - presente  | [ 22 ] [ 23 ] [ 24 ] [ 25 ] [ 26 ] |
| Noah Urrea                                 | 31 marzo 2001 (19 anni)     | Orange, California, Stati Uniti         | Stati Uniti           | 13 novembre 2017 - presente  | [ 27 ] [ 28 ] [ 29 ] [ 30 ]        |
| Nour Ardakani (Arabo:نور أردكاني)          | 30 novembre 2001 (18 anni)  | Beirut, Libano                          | Libano                | 21 settembre 2020 - presente | [ 31 ] [ 32 ] [ 33 ] [ 34 ]        |
| Sabina Hidalgo                             | 20 settembre 1999 (20 anni) | Guadalajara, Jalisco, Messico           | Messico               | 21 novembre 2017 - presente  | [ 35 ]                             |
| Savannah Clarke                            | 9 luglio 2003 (17 anni)     | Sydney, Nuovo Galles del Sud, Australia | Australia             | 28 febbraio 2020 - presente  | [ 36 ] [ 37 ]                      |
| Shivani Paliwal (Hindi: शिवानी पालीवाल)          | 13 marzo 2002 (18 anni)     | Udaipur, Rajasthan, India               | India                 | 14 novembre 2017 - presente  | [ 38 ] [ 39 ]                      |
| Sina Deinert                               | 24 agosto 1998 (22 anni)    | Karlsruhe, Baden-Württemberg, Germania  | Germania              | 22 novembre 2017 - presente  | [ 40 ]                             |
| Sofya Plotnikova (Russo: Софья Плотникова) | 23 ottobre 2002 (17 anni)   | Mosca, Russia                           | Russia                | 11 novembre 2017 - presente  | [ 41 ]                             |

### Ex membri
| Nome         | Data di nascita           | Città natale                                             | Paese rappresentativo | Attività                            | Rif.                        |
| ------------ | ------------------------- | -------------------------------------------------------- | --------------------- | ----------------------------------- | --------------------------- |
| Diarra Sylla | 30 gennaio 2001 (19 anni) | Nato a Parigi, Francia, ma cresciuto a Dakar, in Senegal | Senegal               | 12 novembre 2017 - 5 settembre 2020 | [ 42 ] [ 43 ] [ 44 ] [ 45 ] |

## Filmografia
| Anno          | Titolo                                         | piattaforma | Episodi     | gradi                                                        | Rif.          |
| ------------- | ---------------------------------------------- | ----------- | ----------- | ------------------------------------------------------------ | ------------- |
| 2018          | Now United - Meet the Group                    | Youtube     | 1           | Speciale                                                     |               |
| 2018          | Now United - Singing and Dancing Without Music | Youtube     | 14          | Speciale                                                     |               |
| 2018          | Now United in Moscow, Russia                   | Youtube     | 6           | Video blog                                                   |               |
| 2018          | Now United in Kitzbüel, Austria                | Youtube     | 2           | Video blog                                                   |               |
| 2018          | We Are Now United / This Is Me                 | Youtube     | Lancio      | Speciale sulla vita personale dei membri                     |               |
| 2018          | Now United - Why I Dance x Rexona Dance Studio | Youtube     | Lancio      | Speciale con Rexona Dance Studio                             |               |
| 2018-presente | The Now United Show                            | Youtube     | Lancio      | Backstage del tour mondiale, spettacoli e prove. 3 stagioni. | [ 46 ]        |
| 2018          | Dreams Come True: The Documentary              | Youtube     | 1           | Documentario                                                 | [ 47 ]        |
| 2019          | The Road to Dreams Come True                   | Youtube     | 20          | Dietro le quinte in preparazione del Dreams Come True Tour.  |               |
| 2020          | Dance Party                                    | Youtube     | 3 (per ora) | Live realizzato dai membri durante la pandemia COVID-19      | [ 48 ] [ 49 ] |

## Tournée
- Promo World Tour (2018)
- World Tour 2019 - Presented by YouTube Music (2019)
- Dreams Come True Tour (2019)
- Come Together Tour (2020) - posticipato a causa della pandemia COVID-19

## Premi e nomination
| Anno | Premio                    | Categoria                        | Lavoro nominato      | Risultato       | Rif.   |
| ---- | ------------------------- | -------------------------------- | -------------------- | --------------- | ------ |
| 2018 | BreakTudo Awards          | Videoclip di debutto             | "Summer in the City" | Candidato/a     | [ 50 ] |
| 2019 | Meus Prêmios Nick         | Artista internazionale preferito | Now United           | Candidato/a     | [ 51 ] |
| 2019 | Meus Prêmios Nick         | Fandom dell'anno                 | Now United           | Vincitore/trice | [ 52 ] |
| 2019 | BreakTudo Awards          | Newcomer internazionale          | Now United           | Vincitore/trice | [ 53 ] |
| 2019 | Prêmio Jovem Brasileiro   | Rookie K-Pop dell'anno           | Now United           | Vincitore/trice | [ 54 ] |
| 2019 | Prêmio Contigo! Online    | Newcomer internazionale          | Now United           | Vincitore/trice | [ 55 ] |
| 2020 | Kids' Choice Awards       | Fandom brasiliano                | Now United           | Vincitore/trice | [ 56 ] |
| 2020 | Tudo Information Awards   | Gruppo dell'anno                 | Now United           | Candidato/a     | [ 57 ] |
| 2020 | Tudo Information Awards   | Boom dell'artista                | Now United           | Vincitore/trice | [ 58 ] |
| 2020 | Prêmio Jovem Brasileiro   | Clip esplosiva                   | "Come Together"      | Candidato/a     | [ 59 ] |
| 2020 | Meus Prêmios Nick         | Hit internazionale               | "Come Together"      | Vincitore/trice |        |
| 2020 | Meus Prêmios Nick         | Fandom dell'anno                 | Now United           | Vincitore/trice |        |
| 2020 | Meus Prêmios Nick         | Artista internazionale preferito | Now United           | Vincitore/trice |        |
| 2020 | Meus Prêmios Nick         | Vincitori epici di KCA           | Now United           | Vincitore/trice |        |
| 2020 | BreakTudo Awards          | Gruppo internazionale            | Now United           | Candidato/a     | [ 60 ] |
| 2020 | BreakTudo Awards          | Fandom internazionale            | Now United           | Candidato/a     | [ 60 ] |
| 2020 | MTV Video Music Awards    | Miglior gruppo                   | Now United           | Candidato/a     | [ 61 ] |
| 2020 | Kids Choice Awards México | Hit mondiale                     | "Come Together"      | Candidato/a     | [ 62 ] |
| 2020 | Capricho Awards           | Hit Internazionale               | "Come Together"      | In attesa       | [ 63 ] |
| 2020 | Capricho Awards           | Gruppo Internazionale            | Now United           | In attesa       | [ 63 ] |